# Horsens (gemeente)
Horsens is een gemeente in de Deense regio Midden-Jutland. De gemeente telt 89.030 inwoners (2017), waarvan een groot deel in de stad Horsens
Bij de herindeling van 2007 werden de volgende gemeentes bij Horsens gevoegd: Brædstrup, Gedved.

## Plaatsen in de gemeente
- Grumstrup
- Hovedgård
- Haldrup
- Søvind
- Sønder Vissing
- Tvingstrup
- Sejet
- Træden
- Grædstrup
- Vestbirk
- Nim
- Egebjerg
- Hatting
- Horsens
- Brædstrup
- Gedved
- Lund
- Østbirk